# Yacón

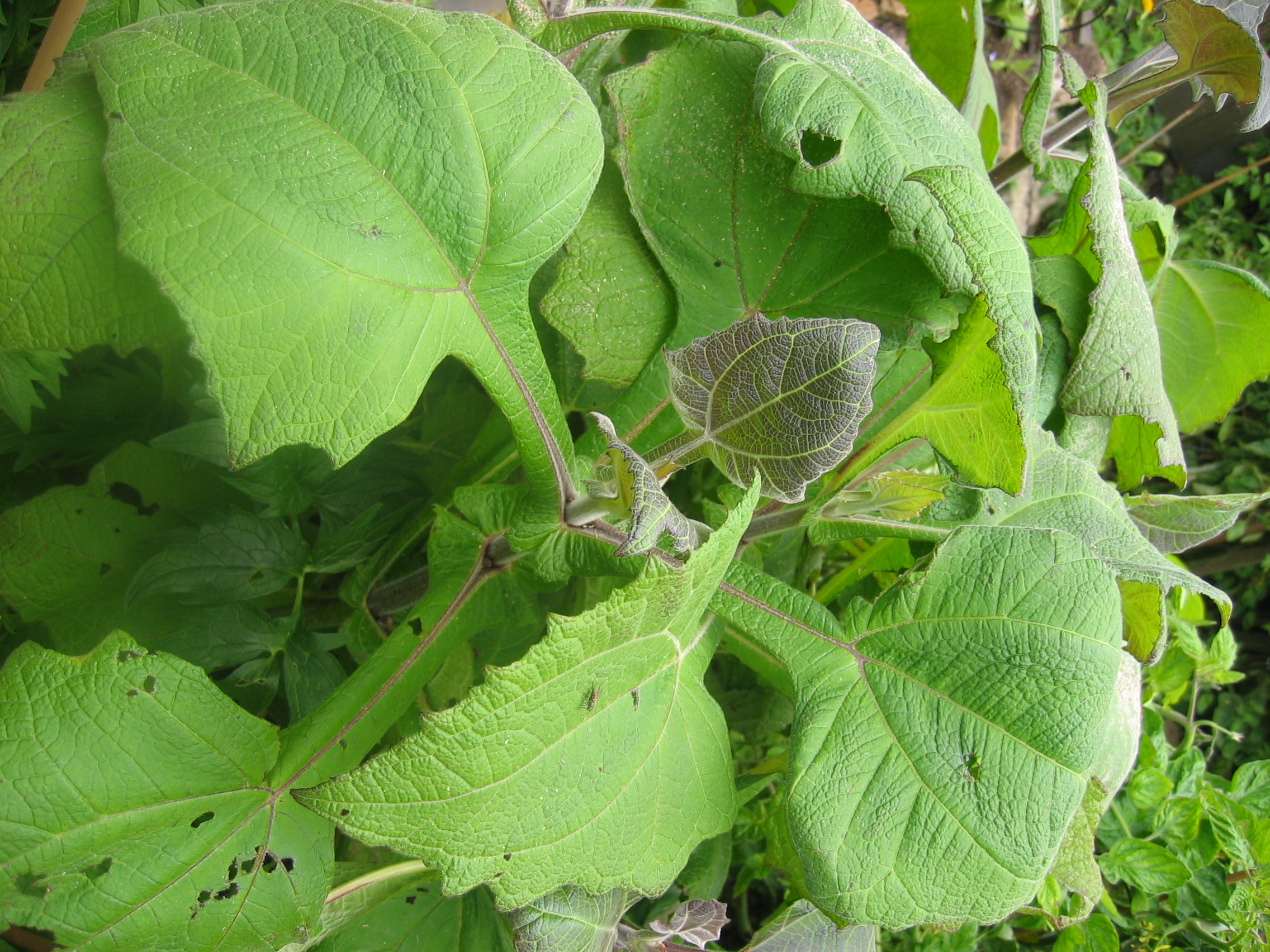
Fulles de yacón.

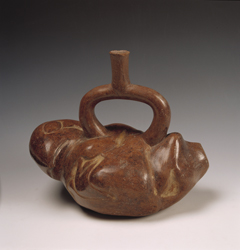
Yacón. cultura Moche, Museu Larco.

El yacón (Smallanthus sonchifolius, Sinònim: Polymnia edulis, P. sonchifolia) és una espècie de planta perenne que tradicionalment es cultiva a la part nord i central dels Andes des de l'Equador fins a l'Argentina per les seves arrels tuberoses dolces i cruixents. La seva textura i gust és molt similar a la de la jícama i la diferència principal entre elles és que el yacón té un lleuger gust resinós similar a les de la planta del gènere Viola, aquest gust potser es deu a la inulina. Les arrels estan compostes principalment d'aigua i fructooligosacàrids.
A l'Equador de forma comuna li diuen, d'una manera que resulta confusa, "jícama" la qual planta no pertany a la mateixa família que el yacón el qual està més emparentat amb la nyàmera i el gira-sol (tots tres són asteràcies). El yacón té rizomes perennes als quals s'uneixen les seves arrels tuberoses comestibles. Del rizoma en surten els brots aeris de la planta els quals desapareixen si les condicions són massa fredes o massa seques.
Les arrels tuberoses comestibles poden arribar a pesar un kg i els fructooligosacàrids que contenen no es metabolitzen en el tracte digestiu i, per tant, contenen un baix valor calòric A més els fructooligosacàrids tenen un efecte prebiòtic
Les plantes de yacón poden arribar a fer 2 m d'alt i produeixen petites flors no gaire vistoses. No és una planta sensible al fotoperíode al contrari que altres plantes cultivades natives dels Andes (ulluco, oca) i mashua).
El yacón es cultiva tradicionalment a altituds mitjanes dels Andes i fins al segle XXI no era gaire conegut fora de la seva distribució tradicional en zones de població indígena predominant.

## Cultiu
Es pot cultivar des dels subtròpics a zones de clima temperat amb només lleugeres glaçades. Es propaga per les seves arrels o rizomes i es planten en terra ben adobada a principi de primavera dins l'època lliure de glaçades. És una planta vigorosa com ho és també la nyàmera.
Amb les primeres glaçades de finals de tardor o principi d'hivern els brots aeris es moren i ja es poden recollir les arrels les quals es poden conservar en el frigorífic o enterrades prou fons a la terra perquè no siguin afectades per les glaçades.

## Fulles de yacón
Les fulles de yacón contenen certa quantiat d'àcids protocatechuic, clorogènic, cafeic i àcid ferúlics, que proporcionen a les infusions de les seves fulles propietats prebiòtiques i antioxidants (pels fenols naturals).

## Ús religiós
En l'Imperi Inca el yacón es consumia en les seves celebracions religioses. En la cultura mochica també era un menjar per a ocasions especials. En la ceràmica dels Moches apareix representat el yacón i de vegades s'incorporava figures d'aquesta planta en els seus enterraments.

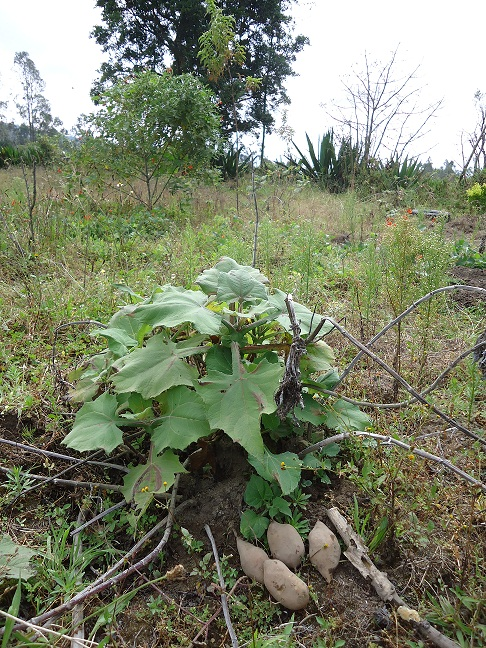
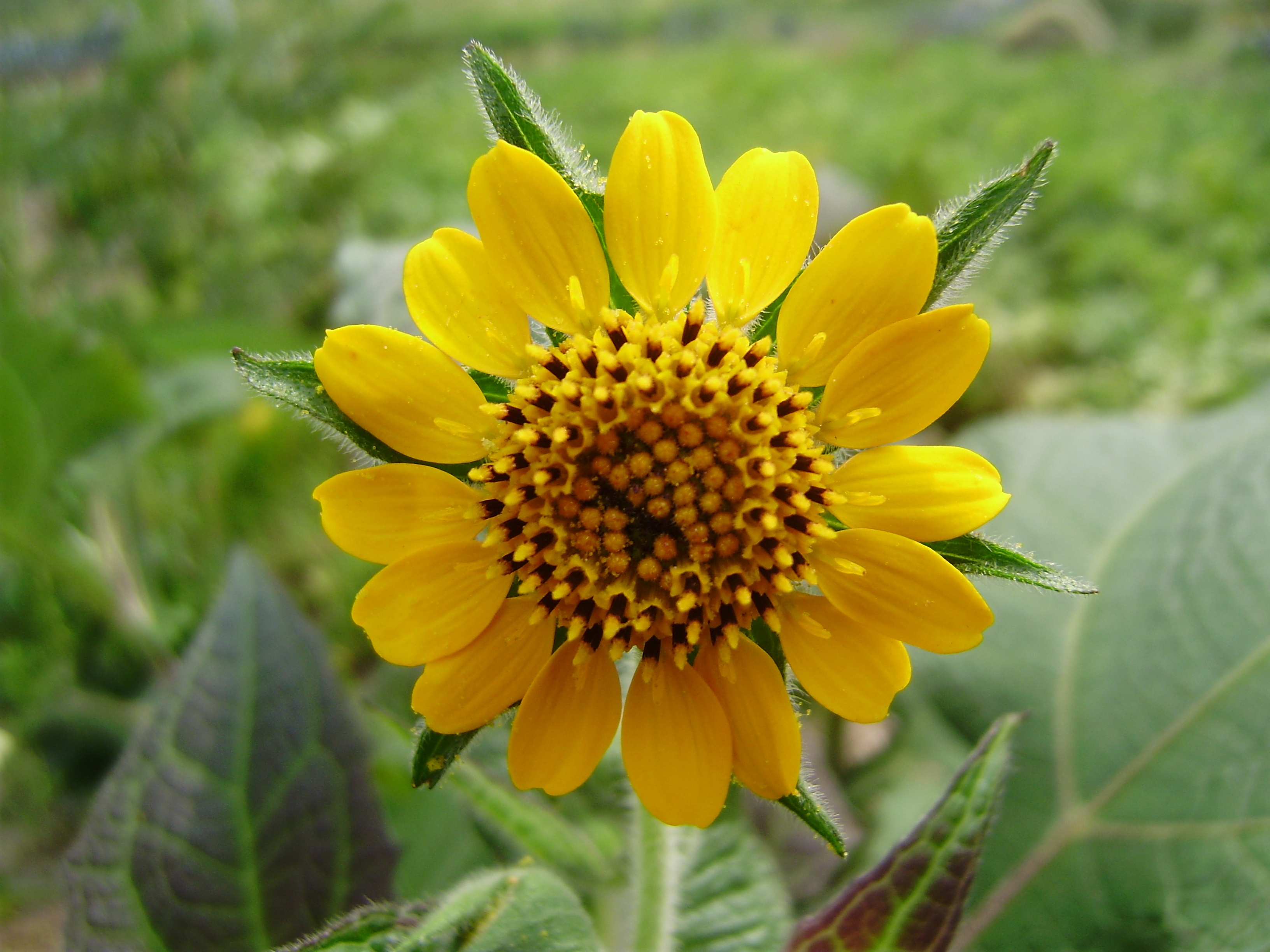
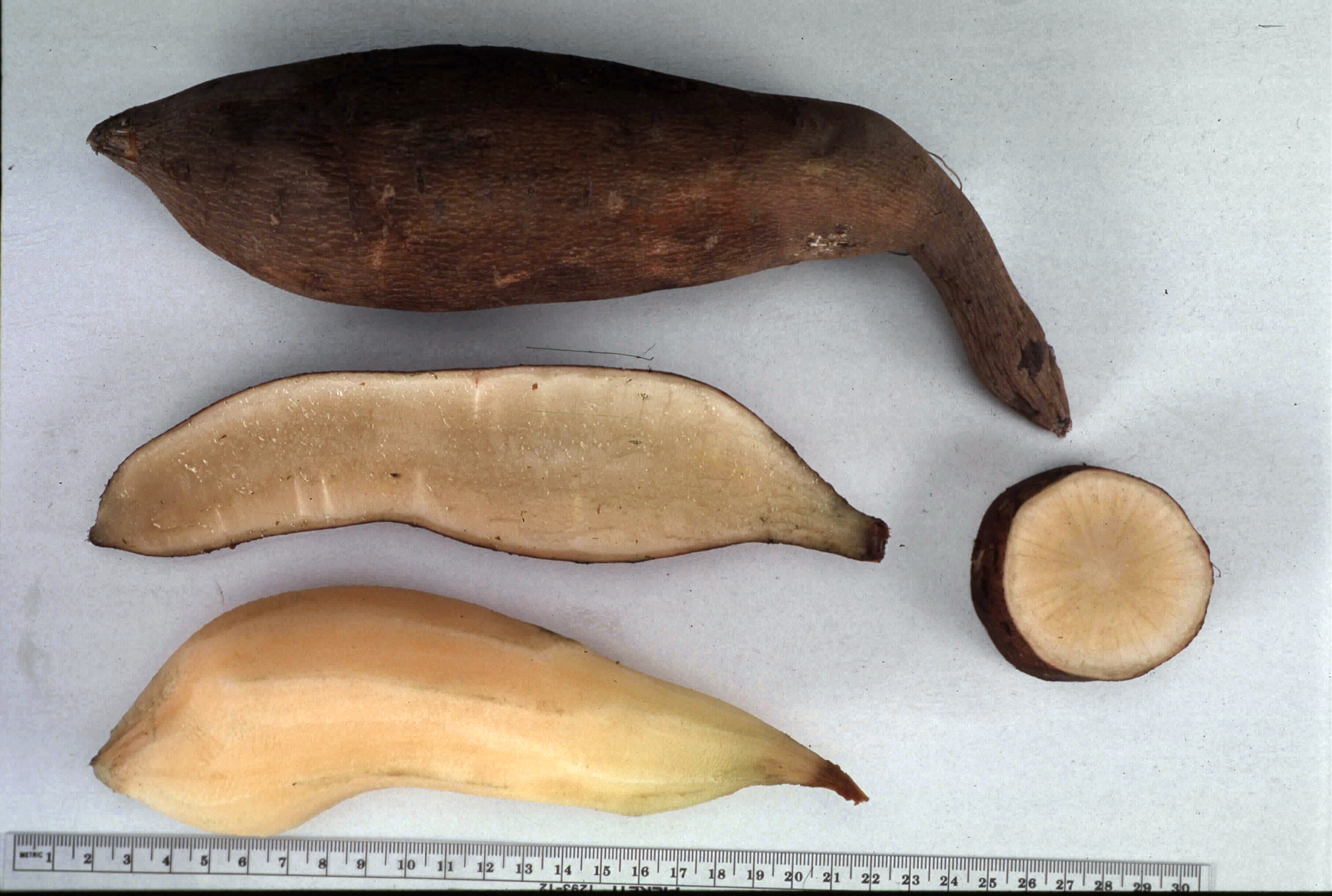